# Csála
Csála (szerbül  / Чалма / Čalma,) település Szerbiában, a Vajdaságban, a Szerémségi körzeten, Szávaszentdemeter községben.

## Demográfiai változások
| 1948 | 1953 | 1961 | 1971 | 1981 | 1991 | 2002 |
| ---- | ---- | ---- | ---- | ---- | ---- | ---- |
| 1210 | 1274 | 1704 | 1787 | 1855 | 1776 | 1675 |